# Halitiara thierryi
Halitiara thierryi is een hydroïdpoliep uit de familie Protiaridae. De poliep komt uit het geslacht Halitiara. Halitiara thierryi werd in 2003 voor het eerst wetenschappelijk beschreven door Gershwin & Zeidler. 